# Brooksley Born

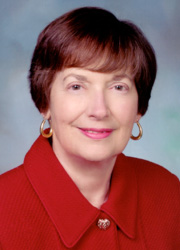
Brooksley Born (ca. 2000)

Brooksley E. Born (* 27. August 1940 in San Francisco, Kalifornien) ist eine amerikanische Anwältin und ehemalige Beamtin, die vom 26. August 1996 bis zum 1. Juni 1999 Vorsitzende der Commodity Futures Trading Commission (CFTC) war, der Bundesbehörde, die die Futures- und Rohstoffoptionsmärkte überwacht. Während ihrer Amtszeit bei der CFTC setzte sich Born beim Kongress und beim Präsidenten dafür ein, dass die CFTC zusätzlich zu ihrer Rolle in Bezug auf börsengehandelte Derivate auch die Aufsicht über außerbörsliche Derivatemärkte erhält, aber ihre Warnungen wurden ignoriert oder abgetan, und ihre Forderungen nach einer Reform wurden von anderen Regulierungsbehörden abgelehnt. Born trat am 1. Juni 1999 als Vorsitzende zurück, kurz nachdem der Kongress der Vereinigten Staaten ein Gesetz verabschiedet hatte, das ihrer Behörde die Regulierung von Derivaten verbot.
Im Jahr 2009 erhielt Born den John F. Kennedy Profiles in Courage Award, zusammen mit Sheila Bair von der Federal Deposit Insurance Corporation, „in Anerkennung des politischen Mutes, den sie bewiesen hat, indem sie frühzeitig vor Bedingungen gewarnt hat, die zur aktuellen globalen Finanzkrise beigetragen haben“.